# Суррогаты (комикс)
Суррогаты (англ. The Surrogates) — серия комиксов компании Top Shelf Productions, выпущенных ограниченным тиражом. Состоит из пяти выпусков, нарисованных Бреттом Велделом по сценарию Роберта Вендитти. Оригинальная серия выходила с 2005 по 2006 год, а в 2009 году появился приквел — комикс «Суррогаты: Плоть и Кровь» (англ. The Surrogates: Flesh and Bone, ISBN 1-60309-018-5). По мотивам комиксов был снят одноимённый фильм с Брюсом Уиллисом в главной роли.

## История создания
Вендитти придумал сценарий для «Суррогатов» после того, как прочитал об Интернет-зависимости и о том, как люди теряют своих близких и работу по вине жизни в виртуальной реальности. В интервью он рассказывал:

Мне пришло в голову, что если бы вы могли как-то создать собственную личину и отправить её по делам в реальном мире, где бы она ходила вместо вас на работу, выполняла вместо вас поручения и так далее, вам никогда бы не захотелось вернуться и снова стать собой.

Вендитти также добавил, что постарался показать современные тенденции к возвеличиванию высоких технологий и людское нежелание рассматривать как их достоинства, так и недостатки. «Технологии — вещь очень притягательная», — объясняет автор.

## Основные персонажи
- Харви Грир (англ. Harvey Greer)
- Пророк (англ. The Prophet)
- Лайонел Кэнтер (англ. Lionel Canter)

## Экранизация
Одноимённый фильм был снят в 2009 году режиссёром Джонатаном Мостоу. Финансово он оказался провальным, собрав в прокате около 60 млн долларов с бюджетом в 80 млн. Сценарий фильма был изменён. В частности, в финале комикса жена главного героя Маргарет (в фильме — Мэгги) после потери собственного суррогата кончает жизнь самоубийством, а в фильме она принимает жизнь в реальном мире.